# Formica oculata
Formica oculata är en myrart som beskrevs av Oswald Heer 1850. Formica oculata ingår i släktet Formica och familjen myror. Inga underarter finns listade i Catalogue of Life.